# Dassault Falcon 20
Dassault Falcon 20 je francuski dvomotorni poslovni mlažnjak, prvi u seriji Dassaultovih poslovnih zrakoplova. Osim civilnih putničkih verzija, razvijene su i inačice za morsku ophodnju.

## Tehničke karakteristike (Falcon 20F)
Izvori podataka: Janes's All The World's Aircraft 1980-81 
Osnovne karakteristike
- posada: 2
- kapacitet: 8-14 putnika
- dužina: 17,15 m
- raspon krila: 16,30 m
- površina krila: 41,0 m2
- visina: 5,32 m

Letne karakteristike
- najveća brzina: 862 km/h
- ekonomska brzina: 750 km/h
- dolet: 3.350 km
- najveća visina leta: 12.800 m
- motor: 2× General Electric CF700-2D-2 turbofen motora